# Дівоча Гора (комплексна пам'ятка природи)
Діво́ча Гора́ — комплексна пам'ятка природи місцевого значення в Україні. Розташована на території Теребовлянського району Тернопільської області, між селами Лошнів і Сущин (в межах крутого схилу південно-західної експозиції Дівочої гори). 
Площа 5 га. Статус присвоєно згідно з рішенням Тернопільської обласної ради від 18 червня 2009 року. Перебуває у віданні: Лошнівська сільська рада. 
Статус присвоєно для збереження лучно-степові фітоценозів. Виявлено види, занесені до Червоної книги України, зокрема горицвіт весняний. Також зростають види, занесені до Переліку рідкісних і таких, що перебувають під загрозою зникнення, видів рослинного світу на території Тернопільської області — гадючник звичайний, сон широколистий, зіновать руська.